# Mouguerre
Mouguerre é uma comuna francesa na região administrativa da Nova Aquitânia, no departamento dos Pirenéus Atlânticos. Estende-se por uma área de 22,54 km². Em 2010 a comuna tinha 5 346 habitantes (densidade: 237,2 hab./km²).